# کلیام اعوان
کلیام اعوان (به انگلیسی: Kaliam Awan) یک شهرک در پاکستان است که در ناحیه راولپندی واقع شده‌است. کلیام اعوان ۵۳۶ متر بالاتر از سطح دریا واقع شده‌است.